# Campeonato Tocantinense de Futebol de 2021 - Segunda Divisão
O Campeonato Tocantinense de Futebol - Segunda Divisão de 2021 foi a 13ª edição da segunda divisão da competição de futebol do estado de Tocantins. O campeonato terá início no dia 14 de novembro de 2021.
O União Carmolandense foi campeão após derrotar o Bela Vista por 3 a 0.

## Regulamento
O Campeonato Tocantinense de Futebol de 2021 - Segunda Divisão foi disputado em duas fases: na primeira, quatro times jogarão entre si apenas em jogos de ida, classificando-se as três melhores associações. Na segunda fase, equipes classificadas formarão um triangular final e jogarão entre si apenas em jogos de ida, onde quem chegar em 1º ao final da referida fase será declarado campeão e o 2º colocado será o vice-campeão. Campeão e vice terão direito de disputar a Primeira divisão 2022.

### Critério de desempate
Os critério de desempate foram aplicados na seguinte ordem:
1. Maior número de vitórias
2. Maior saldo de gols
3. Maior número de gols pró (marcados)
4. Confronto direto (somente entre dois clubes)
5. Menor número de gols sofridos
6. Sorteio na sede da F.T.F.

## Equipes Participantes[a]
- a. ^  O Imagine foi excluído por ficar impedido de disputar eventos promovidos pela Federação Tocantinense de Futebol pelo período de 2 anos a contar a partir de 25/10/2021.[5]

## Técnicos
| Equipe                 | Técnico                      |
| ---------------------- | ---------------------------- |
| Bela Vista-TO          | Nonato Silva (1ª—fase final) |
| Novo Acordo/Taquarussú | Jairo Cruz (1ª—3ª)           |
| Paraíso                | —                            |
| União Carmolandense    | Nei César (1ª—fase final)    |